# یارونته
یارونته (به لاتین: Jaronty) یک روستا در لهستان است که در گمینا اینووروتسواو واقع شده‌است. یارونته ۱۴۰ نفر جمعیت دارد.